# Перший уряд Ізраїлю

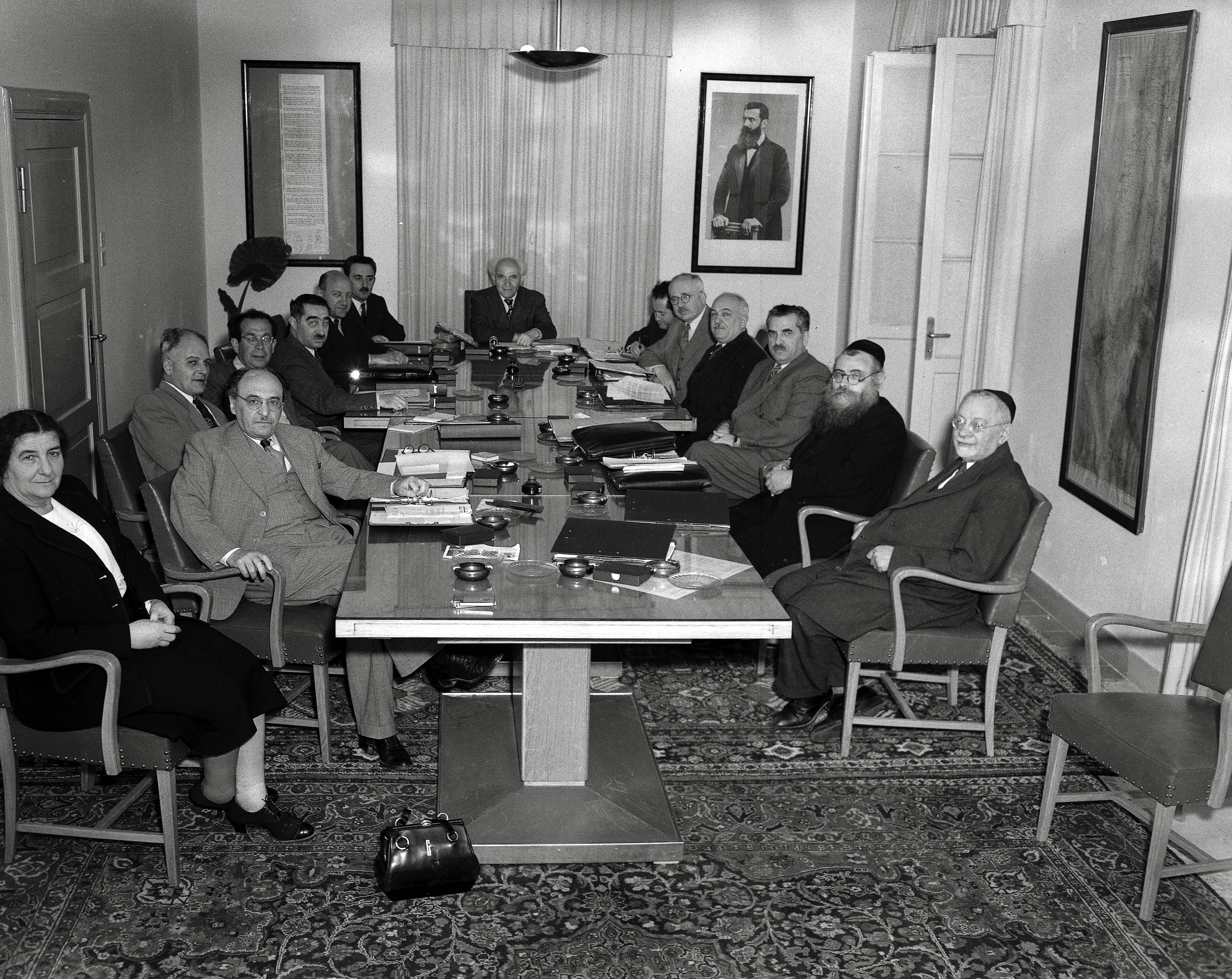
Перший уряд Ізраїлю 1 травня 1949 р. Зліва направо: Голда Меїр, Залман Шазар, Бхор Шалом Шитріт, Цві Маймон (урядовий стенографіст), Дов Їосеф, Еліезер Каплан, Моше Шарет, прем'єр-міністр Давид Бен-Ґуріон, Зеєв Шерф (секретар кабінету), Пінхас Розен, Давід Ремез, Хаїм Моше Шапіра, Їцхак-Меїр Левін, Єгуда Лейб Маймон

Перший уряд Ізраїлю (івр. ממשלת ישראל הראשונה) сформував Давид Бен-Ґуріон 8 березня 1949 року, через півтора місяці після виборів до першого Кнесету. Його партія «Мапай» утворила коаліцію з партіями «Об'єднаний релігійний фронт», «Прогресивна партія», «Сефарди та східні громади» та «Демократичний список Назарету». В уряді було 12 міністрів.
Важливим законодавчим актом, прийнятим під час правління першого уряду, був закон про освіту 1949 року, який запровадив обов'язкове шкільне навчання для всіх дітей у віці від 5 до 14 років.
Бен-Ґуріон подав у відставку 15 жовтня 1950 року після того, як «Об'єднаний релігійний фронт» заперечив проти його вимог закрити Міністерство постачання та нормування та призначити бізнесмена міністром торгівлі та промисловості, а також щодо питань освіти в таборах нових іммігрантів.
| Кабінет міністрів                                                    | Кабінет міністрів | Кабінет міністрів | Кабінет міністрів           |
| Посада                                                               | Особа             | Партія            | Партія                      |
| -------------------------------------------------------------------- | ----------------- | ----------------- | --------------------------- |
| прем'єр-міністр міністр оборони                                      | Давид Бен-Гуріон  |                   | Мапай                       |
| Міністр сільського господарства Міністр постачання та нормування     | Дов Їосеф         |                   | Мапай                       |
| Міністр освіти і культури                                            | Залман Шазар      |                   | Мапай                       |
| міністр закордонних справ                                            | Моше Шарет        |                   | Мапай                       |
| міністр фінансів міністр торгівлі та промисловості                   | Еліезер Каплан    |                   | Мапай                       |
| міністр охорони здоров'я міністр імміграції міністр внутрішніх справ | Хаїм Моше Шапіра  |                   | Об'єднаний релігійний фронт |
| міністр юстиції                                                      | Пінхас Розен      |                   | Прогресивна партія          |
| міністр праці та соціального захисту                                 | Голда Меїр        |                   | Мапай                       |
| міністр поліції                                                      | Бхор Шалом Шитріт |                   | Сефарди та східні громади   |
| міністр релігій і жертв війни                                        | Єгуда Лейб Маймон |                   | Об'єднаний релігійний фронт |
| міністр транспорту                                                   | Давід Ремез       |                   | Мапай                       |
| міністр соціального захисту                                          | Їцхак-Меїр Левін  |                   | Об'єднаний релігійний фронт |

## Виноски
1. ↑  The Challenge Of Israel by Misha Louvish. Publisher: Jerusalem Israel Univ Press; 1st Edition (1968) ASIN: B000OKO5U2.